# Espenschied-Nunatak
Der Espenschied-Nunatak ist ein rund 500 m hoher Nunatak im westantarktischen Ellsworthland. Er ist der westlichste der Snow-Nunatakker an der English-Küste.
Der United States Geological Survey kartierte ihn anhand eigener Vermessungen und Luftaufnahmen der United States Navy aus den Jahren von 1961 bis 1966. Das Advisory Committee on Antarctic Names benannte ihn 1968 nach Peter C. Espenschied, Polarlichtforscher des United States Antarctic Program auf der Byrd-Station zwischen 1960 und 1961.